# 天下一面鏡梅鉢
『天下一面鏡梅鉢』（てんかいちめんかがみのうめばち）とは、黄表紙の作品のひとつ。全三冊、寛政元年（1789年）刊行。唐来参和作、栄松斎長喜画。

## あらすじ
醍醐天皇の御代のこと。十三歳の帝は菅原道真公に補佐され、道真公のまつりごとにより世の中はよく治まり、帝の徳は異国までも及び、靡かぬ草木もあるまいという結構な治世であった。さてその様子はというと…
① 佐渡の金山が噴火。ところが空から降ってきたのは火山灰ではなく金と銀、それが全国に三日三晩降り続けた。

② 人々の暮らし向きが豊かになり所得も増える。百姓たちはありがたい世の中だと、お上の定めた以上の年貢をみな喜んで納める。

③ 鼠や盗人のいない世の中となり、みな家の戸締りをすることがなくなった。却って戸など邪魔だと壊してしまう。

④ 豊かな世の中なので、道端の乞食も錦を着て蒔絵の器を使う。

⑤ 周の武王の故事にならい、新宿や品川で牛馬を放し飼いにする。

⑥ 人の心も素直な世の中なので、人々は往来で道を譲り合う。それが過ぎて道が渋滞。

⑦ 道真公は武芸を好んだので、相撲興行ならぬ剣術の興行が催される。

⑧ 吉原でも武芸を好む客ばかり、そんな客はたすき掛けして身構え女郎に会う。女郎のほうも簪を抜くと見るや、それで手裏剣の稽古。また学問が盛んとなり、女郎も「子曰く」と『論語』をはじめとする四書五経を読む。

⑨ 芝居の興行も心中物や世話物といったくだけたものはやらなくなり、舞台は古代中国、孔子が出て儒学の問答、孔子のかたき少正卯が出て成敗されたりと至極堅苦しい。

⑩ 自身番も毎日見回りするに及ばぬ事となり、金銀が捨てられてもそれを拾う者は無し。

⑪ 雨も十日ごとに降ると決まり、下駄屋と傘屋がちょっと困る。

⑫ 麒麟が見世物に出され、大評判となって見物は山のよう。

⑬ 人の暮らしも苦労というものがないので、おおむね百五十歳くらい寿命が延びる。鳳凰という鳥があらわれ、それを見せる鳳凰茶屋というものができた。

⑭ かかるめでたき日本国なので、朝鮮や琉球を始めとして、海外から外国人が大勢押し寄せた。
右大臣菅原道真公は天子のご師範、大自在天満天神とあがめられ、鳴くこともなき諫鼓鶏、そんなめでたい酉年の新版として出した本、ここらで筆を措くとしよう。

## 解説
江戸幕府、十一代将軍徳川家斉の時代。賄賂政治、政治腐敗といわれる田沼時代が終わり、老中松平定信を中心とする幕政で寛政の改革が始まる。『天下一面鏡梅鉢』は醍醐天皇と菅原道真のいた時代に仮託し、寛政の改革と当時の世相を風刺したものである。徳川家斉は15歳で将軍職を継いでおり、定信の家紋は「梅鉢」であり「梅鉢」は菅原氏の紋とされる。よって本作の醍醐天皇とは家斉、道真は定信に当たり、これは恋川春町作の黄表紙『鸚鵡返文武二道』と同様の設定である（『鸚鵡返』では道真の子の菅秀才としている）。
その世相をうがつ中でも、③は天明7年（1787年）5月、江戸市中で起きた出来事をもとにしている。『武江年表』（巻之六）はそれについて以下のように記す。
江戸市中において米が不足し、その値段が急騰した。精米を業とする舂米屋（つきごめや）も商売にならず店を閉じる。すると身分の低い者たちが5月の20日から29日にわたって、多くの米屋や酒屋、また米を貯えた家々を襲い、打ち壊すに至ったのである。
幕府は当然これを看過しなかったが、この騒動を収めるため町奉行所が実際に出動したのは、同月22日にもなってのことだったと『蜘蛛の糸巻』（山東京山著）は伝えており、器材や衣類など様々なものが破壊、略奪されたという。『武江年表』には「此時一人の大若衆有て、ともに家器械を打毀す」云々ともあるが、③の挿絵を見ると戸板を担いだ前髪の若者が描かれており、他の者から「あの若衆めはきついちからだ」、天狗のようだなどと言われている。そして③では「こんなめでたい世の中に戸を立てる必要もない」と、人々は家の戸を自ら壊して外す。打ち壊しでも家々の戸は押し入るために壊される。つまりこれは天明7年5月に江戸市中で起こった打ち壊しの様子を、かなり露骨にうがってみせているのである。
天明3年（1783年）7月に浅間山の大噴火が起こり、その降石と降灰は信濃国や関東にまで広く及び、大被害となった。『武功年表』によればすでに天明元年の頃より凶作も続いており、世にいう天明の大飢饉が数年にわたって引き起され、特に東北地方では夥しい数の餓死者を出した。天明7年5月における江戸市中の米不足も、その影響によるものであった。幕府はこの時の打ち壊しを見て二万両の救済金を下賜分配し、米や大豆の値を下げて売るようにと命じた。①の佐渡の金山が噴火して云々というのは浅間山の大噴火の事であり、金銀が降ってきたというのは降灰と救済金のことをもじって見せたものである。しかし天明の打ちこわしといわれるこの騒動は全国各地に広がり、天明8年になっても収まることはなかった。
②には年貢米を役人に納める百姓たちが描かれ、百姓たちは「この上もない大豊作です」、「年貢もお定め以上にお納めしましょう」と言い、役人は「そんなにしなくてもいい」と却って戸惑うという場面になっている。だがそのそばに見える百姓の小さい子供と、機織りをする母親は、次のような会話を交わす。子供「かか様まんま（飯）をくんべい（おくれよ）」、母親「わやく（無理、わがまま）をいうとお役人様に縛らせるぞ」と。現実には凶作が続き、百姓が年貢の未納こそすれ、定められた以上の年貢を納めることなどあるまいという時世である。それを大豊作で年貢も余分に納めますという皮肉な設定にした上、食べ物をねだって役人に縛らせるぞと親に言われる子供を登場させることで、当時の世相を痛烈に風刺している。
定信が進めた政策のひとつに武士階級への文武奨励があるが、⑦は相撲ならぬ剣術興行、⑥はそのうち吉原の女郎も文武両道に励むだろうと茶化したもの。⑫では麒麟が市中の見世物にされている。麒麟は春町の『鸚鵡返』にも鳳凰とともに登場しており、世の中のよく治まった聖代にあらわれる霊獣とされた。定信の側近が記した風聞書『よしの冊子』には、麒麟にまつわる「落とし咄」として、次のような風聞が記されている（以下要約）。
大名戸田因幡守（戸田忠寛）の屋敷に麒麟が現れた。この麒麟はじつは定信の屋敷で飼われており、因幡守の家来たちは麒麟にご馳走しようとしたが、麒麟はこれを受けようとしない。家来たちがその理由を聞くと麒麟は、「この因幡守のお屋敷でごちそうになると、定信のところに帰れません…こちらに来ると冷や汗が出ます」と答えた。
戸田因幡守こと戸田忠寛は、田沼時代には大坂城代や京都所司代などを歴任した大名であった。当時世間から田沼意次とは親しい人物と見られていたかは不明だが、霊獣とされる麒麟でさえ、接待や供応を受けると松平定信に叱られ、恐々とするのだという落とし咄である。大天災に凶作、飢饉、そして打ち壊し、こんな悪夢ともいえる時代になんで麒麟が来るものか、来るというなら定信が無理やり捕まえて連れて来るんだろうという、当時の人々の思いがうかがえる話でもある。本作や『鸚鵡返』に麒麟が出てくるのは、当時のこうした風聞や世情にならったものと考えられる。
山東京伝は、本作と同趣向の黄表紙『孔子縞于時藍染』を同じ年（天明9年）に出している。『天下一面鏡梅鉢』はこの『孔子縞』に比べ、内容において劣ると評されているが、売り出された当時は市中で大評判となった。『近世物之本江戸作者部類』（曲亭馬琴著）の「唐来三和」の条には、「…『天下一面鏡梅鉢』〔天明九年の春『鸚鵡返文武二道』と同時に出たり〕といふ三冊物流行しつ、こも袋入になりて市中を呼（よばは）りつゝ売ありきたり」とあり、黄表紙を袋入りにして売るのは、相当な売り上げがあったことを示している。『よしの冊子』は寛政元年4月初旬の記事として、本作について以下のように伝える。
「屋敷町」とあるので、武家地でも売り歩いて噂になっていたのがうかがえる。この『よしの冊子』の記事から、本作は実際には年号も改まった寛政元年の3月末ごろに売り出されたと考えられる。なお本作の版元は蔦屋重三郎といわれているが定かではない。また草双紙は5枚の紙を使って袋とじにしたものを一巻（一冊）としており、黄表紙で全三冊なら紙数は15枚になるが、本作は14枚しかない。印刷の様子から⑪と⑫の間に見開き2ページ分の場面があったとみられ、それは当時としてはあまりに憚られる内容だったので、削除されて14枚になったのではないかといわれている。
「あけていはれぬこんたんの書物」、すなわち本来なら人が口にはできない事を書いたという『天下一面鏡梅鉢』は、春町の『鸚鵡返』や朋誠堂喜三二作の『文武二道万石通』などとともに絶版処分となった。京伝の『孔子縞』は取締りをまぬがれている。春町は死去、喜三二は黄表紙の作を断つ。唐来参和は『江戸作者部類』によれば、或る高家に仕える武士であったが、天明のころ町人の身分になったと伝わる人物で、『天下一面鏡梅鉢』の後、二年のあいだ戯作に手を出すことはなかった。しかし「天下一面」に己が政策を広げた定信もその後、寛政5年7月に老中職を辞することになるのである。